# Charles Hudson
Charles Hudson (4 de outubro de 1828 – Monte Cervino (Matterhorn), 14 de julho de 1865) foi um  capelão anglicano e alpinista inglês, um dos primeiros da chamada idade de ouro do alpinismo.

## Alpinista
À frente de uma expedição da qual faziam parte Edward John Stevenson, Christopher e James Grenville Smith, E. S. Kennedy, Charles Ainslie e G. C. Joad, fez em particular, em 1855, a primeira ascensão sem guia do Monte Branco depois de ter feito alguns dias em antes uma  tentativa no Mont Blanc du Tacul.
- 1 de agosto de 1855 - Pointe Dufour, ponta ponto culminante do Mont Rose
- 5 de julho de 1865 - alguns dias depois da primeira ascensão por Edward Whymper faz a segunda da Pointe Whymper na Aiguille Verte, com G. C Hodgkinson, T. S. Kennedy e guias Michel Croz, Michel Ducroz e Peter Perren.

## O acidente
|                                                                              |  |  |
| A tragédia do Monte Cervino em 14 de julho de 1865 - gravura de Gustave Doré |  |  |

Depois de uma subida sem problemas do Matterhorn em 14 de julho de 1865, um jovem alpinista que o acompanhava, Douglas Hadow, escorregou, e apesar de ajuda de Michel Croz, arrasta na sua queda o próprio guia Croz, assim como Hudson e Lord Francis Douglas. A corda que ligava Douglas a Peter Taugwalder parte-se, salvando assim este e Edward Whymper que fechava a cordada e que na véspera tinha decidido acompanhar a expedição do reverendo.
Os corpos dos alpinistas mortos encontram-se no cemitério de Zermatt.